# Strada romana da Kempten a Bregenz

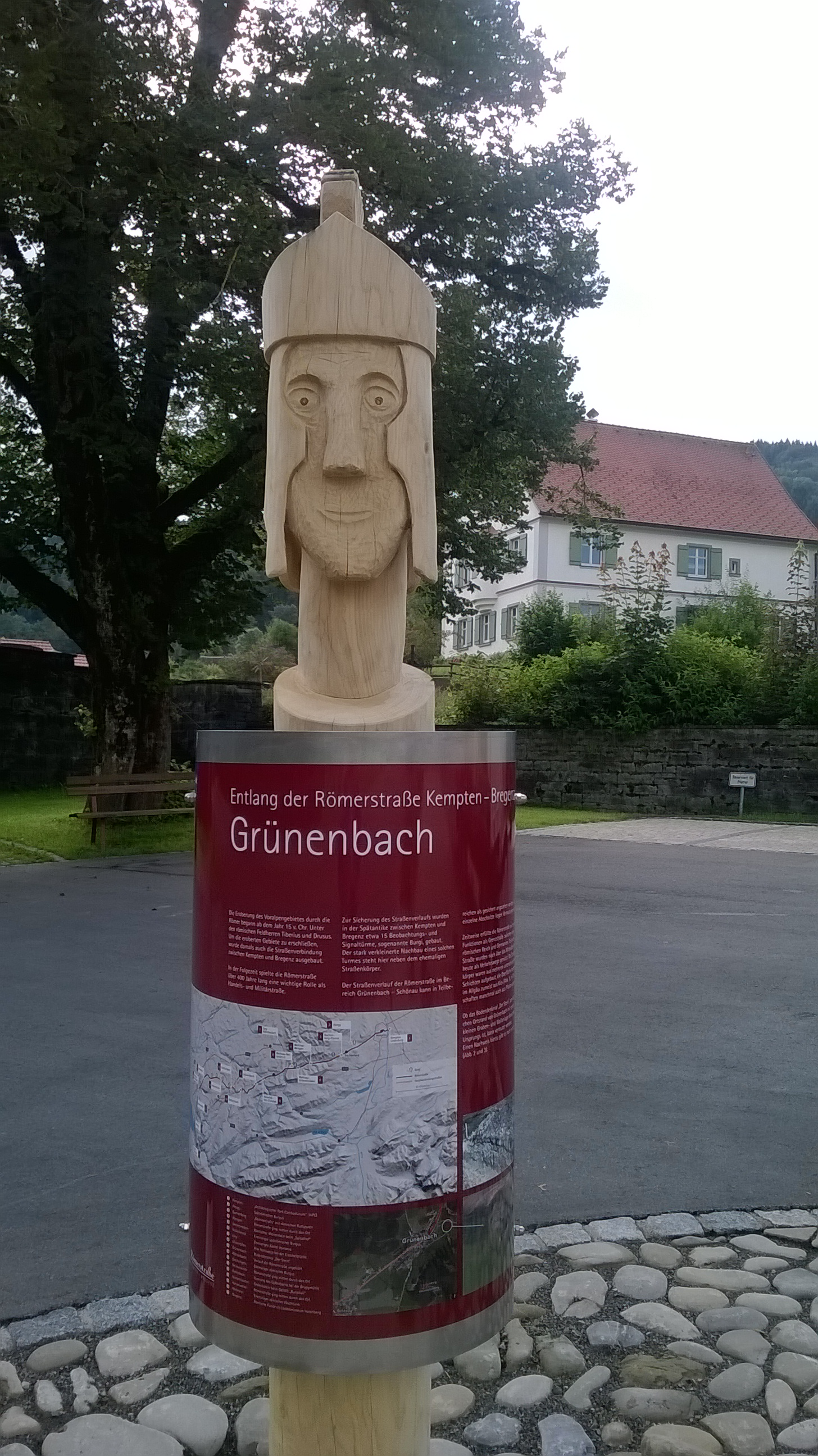
Tabellone informativo riguardo al corso della strada romana a Grünenbach

La strada romana da Kempten a Bregenz era un percorso di collegamento nella provincia di Raetia che risale all'Impero romano. Collegava la capitale originaria della Raetia, Cambodunum, l'odierna Kempten, nell'Algovia, con la guarnigione romana e la città portuale di Brigantium, l'odierna Bregenz, nel Vorarlberg sul Lago di Costanza. Questa strada romana, il cui nome latino non venne tramandato, divenne in seguito un tratto della strada dell'Algovia, come è conosciuta oggi.
La maggior parte del percorso storico corrisponde al corso attuale della strada o corre parallelo ad essa. Molte sezioni dell'antico percorso sono state archeologicamente registrate e sono protette oggi come strada storica.
Lungo questo percorso sorgevano piccoli forti romani, i così chiamati "Burgus", che servivano per mettere in sicurezza e sorvegliare questa via militaris .

## Presidi, borghi e reperti archeologici visibili lungo la strada romana
La tabella nomina le guarnigioni collegate dalla strada romana con i loro forti, elenca i castelli costruiti lungo il percorso e le caratteristiche del suolo ancora oggi visibili. I forti sono mostrati in grassetto per una migliore differenziazione.

## Tratti di percorso designati come Monumento archeologico (Baviera)
| Sezione                                                                                                  | Comune              | etichetta oggetto                           | numero del monumento |
| --- | ------------------- | ------------------------------------------- | -------------------- |
| Da Kürnacher Straße presso Rothkreuz, fino ai confini occidentali della città                            | Città di Kempten    | Strada dell'Impero Romano                   | D-7-8227-0045        |
| Dai confini della città di Kempten ai limiti del mercato a Letzbach                                      | Mercato Buchenberg  | Strada dell'Impero Romano (Kempten-Bregenz) | D-7-8327-0007        |
| Dal confine del mercato a Letzbach, attraverso Wengen, a Nellenberg (confine nazionale)                  | Mercato Weitnau     | Strada dell'Impero Romano (Bregenz-Kempten) | D-7-8326-0006        |
| Da Raschenberg, vicino al confine di stato, attraverso Maierhöfen, al confine comunale presso l'Eistobel | Maierhofen          | Strada dell'Impero Romano                   | D-7-8326-0024        |
| Dal confine comunale ad Eistobel, a Grünenbach, sul lato est                                             | Grünenbach          | Strada dell'Impero Romano                   | D-7-8326-0021        |
| Da Burgus Dreiheiligen, attraverso Heimenkirch, al confine del mercato a Biesenberg                      | Mercato Heimenkirch | Strada dell'Impero Romano                   | D-7-8325-0018        |
| Dal confine comunale di Biesenberg, attraverso Opfenbach, al confine comunale di Ruhlandsmühle           | Opfenbach           | Strada dell'Impero Romano                   | D-7-8325-0001        |
| Dal confine comunale di Ruhlandsmühle, all'estremità occidentale di Niederstaufen                        | Sigmarzell          | Strada dell'Impero Romano                   | D-7-8324-0004        |